# Districte de Manbhum
El districte de Manbhum fou una antiga divisió administrativa de l'Índia Britànica a Chhota Nagpur modern Jharkhand. Tenia una superfície de 10.741 km². La capital era Purulia. Limitava al nord amb els districte d'Hazaribagh i Santal Parganas; a l'est amb els de Burdwan, Bankura i Midnapore; al sud amb el de Singhbhum; i a l'oest amb els de Ranchi i Hazaribagh. El límit nord el formava el riu Barakar, al nord i nord-est el Barakar i el Damodar; i el Subarnarekha en alguns punts al sud i oest. Les muntanyes principals eren Dalma (1.056 metres), Panchkot o Panchet (uns 500 metres) i Gangabari o Gajburu, a l'altiplà de Baghmundi a uns 30 km al dus-oest de Purulia. Els principals rius, a part els esmentats, eren el riu Kasai (275 km), el Dhalkisor, i el Silai.
La població era:
- 1871: 820.521
- 1881: 1.058.228
- 1891: 1.193.328
- 1901: 1.301.364

Administrativament estava format per dos subdivisions:
- Purulia
- Gobindpur

Les ciutats principals eren Purulia, Jhalida i Raghunathpur. La llengua majoritaria era el bengalí (dialecte rarhi boli) però cap a l'oest predominava el bihari i hindi. Hi havia també 182.000 santals que parlaven la seva llengua pròpia. Els hinduistes eren el 87%, els animistes vers el 8% i els musulmans el 4%. Com a tribus, a més dels santals (195.000) i havia els bhumijs (109.000), els kores (22.000) i algunes altres menors.

## Història
La principal tribu tradicionalment foren els bhumijs propers dels mundes, identificats ambs els bajra bhumi de les llegendes jainistes; els jains han deixat la seva empremta en alguns temples en ruïnes prop de Purulia i a les ribes del Kasai i el Damodar. Els musulmans l'anomenaven Jharkhand o país de la Selva, nom que se li donava al Akbarnama a un territori més gran.
Sota Akbar el zavundar de Panchet era comandant de cavalleria imperial i el seu zamindari pagava una renda fixa o peshkash. Amb la cessió del diwan de Bengala a la Companyia Britànica de les Índies Orientals el 1765 el territori va passar a domini britànic i els zamindaris integrats fins al 1805 als districtes de Birbhum o de Midnapore, fins que el 1805 es va formar el districte de Jungle Mahals. El 1832 un noble anomenat Ganga Narayan, pretendent a l'estat de Barabhum, es va revoltar però fou derrotat i expulsat cap a Singhbhum, on va morir; a causa d'aquestos disturbis i altres es va decidir un canvi en l'administració i per la regulació XIII de 1833 el districte de Jungle Mahals fou repartit: els estats zamindaris de Senpahari, Shergarh i Bishnupur foren transferits al districte de Burdwan, i la resta, junt amb l'estat zamindari de Dhalbhum segregat del districte de Midnapore, van formar el nou districte de Manbhum amb capital a Manbazar.
El nou districte no va tenir una administració regular sinó que fou posat sota direcció d'un assistent principal del governador general per la Frontera del Sud-oest fins al 1854 quan per llei XX va passar a ser subcomissionat mentre l'Agent del Governador General a la Frontera del Sud-oest passava a ser el comissionat de Chhota Nagpur. El 1838 la capital es va traslladar a Purulia. El 1846 l'estat de Dhalbhum fou transferit al districte de Singhbhum, i algunes transferències de terrenys el 1871 i 1879 van deixar el districte en els límits que va tenir fins al 1956.
El 1857 la guarnició de Purulia formada per natius, es va revoltar, van saquejar el tresor del districte i van alliberar els presoners; després de cremar els registres van marxar cap a Ranchi.
El 1956 el districte de Manbhum fou reorganitzat i repartit entre l'aleshores estat de Bihar (després Jharkhand) i Bengala Occidental. La part que va quedar en aquest estat fou anomenada districte de Purulia.